# Nélson Filippe Oliveira
Nélson Filippe Oliveira Santos (Anadia, Distrito de Aveiro, 6 de marzo de 1989) es un ciclista portugués. Compite por el equipo español Movistar Team de categoría UCI WorldTeam.

## Trayectoria
Debutó como profesional con el equipo Xacobeo Galicia en el año 2010 tras haber conseguido muy buenos resultados en categorías inferiores, como el segundo puesto en el Campeonato del Mundo de Contrarreloj sub-23 de 2009.
En 2011 fichó por el Team RadioShack y tras la fusión de este con el Leopard Trek surgiendo el RadioShack-Nissan, Oliveira pasó a ser parte de la nueva plantilla donde estuvo hasta la temporada 2013. 
En 2014 fichó por el equipo italiano Lampre-Merida con el que quedó 7.º en la contrarreloj del mundial de Ponferrada. 
En 2015 completó una magnífica Vuelta a España, ganando la 13.ª etapa con final en Tarazona tras rodar 20 km en solitario y fue 2.º en la antepenúltima etapa con final en Ávila, además de acabar 21.º en la general final. Todo esto le valió para fichar por el Movistar Team de cara a la siguiente campaña.

## Palmarés
2009
- 2.º en el Campeonato Mundial Contrarreloj sub-23

2011
- Campeonato de Portugal Contrarreloj

2014
- Campeonato de Portugal Contrarreloj
- Campeonato de Portugal en Ruta

2015
- Campeonato de Portugal Contrarreloj
- 1 etapa de la Vuelta a España

2016
- Campeonato de Portugal Contrarreloj
- 2.º en el Campeonato de Portugal en Ruta

2019
- 2.º en los Juegos Europeos Contrarreloj

## Resultados en Grandes Vueltas y Campeonatos del Mundo
Durante su carrera deportiva ha conseguido los siguientes puestos en las Grandes Vueltas y en los Campeonatos del Mundo en carretera:
| Carrera              | Carrera              | 2010 | 2011  | 2012 | 2013 | 2014 | 2015 | 2016 | 2017 | 2018 | 2019 | 2020 | 2021 | 2022 | 2023 | 2024 | 2025 |
| -------------------- | -------------------- | ---- | ----- | ---- | ---- | ---- | ---- | ---- | ---- | ---- | ---- | ---- | ---- | ---- | ---- | ---- | ---- |
|                      | Giro de Italia       | —    | —     | 64.º | 81.º | —    | —    | —    | —    | —    | —    | —    | 27.º | —    | —    | —    | —    |
|                      | Tour de Francia      | —    | —     | —    | —    | 87.º | 47.º | 80.º | —    | —    | 79.º | 55.º | —    | 51.º | 53.º | 51.º | 74.º |
|                      | Vuelta a España      | —    | 118.º | —    | —    | —    | 21.º | —    | 47.º | 71.º | 46.º | 39.º | 72.º | 37.º | 53.º | 73.º | —    |
| Mundial en Ruta      | Mundial en Ruta      | —    | 122.º | —    | —    | 67.º | 16.º | Ab.  | 55.º | 39.º | Ab.  | 38.º | 55.º | 44.º | 46.º | 55.º | —    |
| Mundial Contrarreloj | Mundial Contrarreloj | —    | 17.º  | —    | 15.º | 7.º  | 13.º | 20.º | 4.º  | 5.º  | 8.º  | 11.º | 13.º | 8.º  | 6.º  | 15.º | —    |

—: no participa

Ab.: abandono

## Equipos
- Xacobeo Galicia (2010)
- Team RadioShack (2011)
- RadioShack (2012-2013)
  - RadioShack-Nissan (2012)
  - RadioShack Leopard (2013)
- Lampre-Merida (2014-2015)
- Movistar Team (2016-)